# Catch Me (동방신기의 음반)
《Catch Me》(케치 미)는 대한민국의 음악 그룹 동방신기의 여섯번째 정규 앨범이다. 정규 5집 《왜 (Keep Your Head Down)》활동 이후 1년 5개월 만에 발표한 음반으로 타이틀곡인 《Catch Me》는 사랑하는 연인에게 이별을 고하지만 진심은 제발 떠나지 못하게 잡아달라고 사랑을 보여달라고 애원하는 남자의 이중성을 담았다.

## 앨범 구성
- 일반판 : "빨간색 (유노윤호 메인)"과 "검은색 (최강창민 메인)" 두 종류로 커버되어 있으며 케이스를 다른 각도로 비춰 보면 진돗개의 얼굴이 비춰진다.
- 스페셜 에디션 : 내용물은 일반판과 동일한 두 CD 커버가 들어 있으며 "빨간색" 커버에는 DVD, "검은색" 커버에는 일반판과 동일한 곡 구성의 CD가 들어있다.
- 리패키지 : 기존 트랙에서 《Humanoids》를 비롯하여 신곡 2곡이 추가되어 있으며 면적은 일반판보다 크다.

## 트랙리스트

### 일반판
| #            | 제목                           | 작사         | 작곡                      | 편곡           | 재생 시간 |
| ------------ | ------------------------------ | ------------ | ------------------------- | -------------- | --------- |
| 1.           | 〈Catch Me〉                   | 유영진       | 유영진                    | 유영진         | 4:38      |
| 2.           | 〈인생은 빛났다 (Viva)〉       | 켄지         | The Underdogs             | The Underdogs  | 3:15      |
| 3.           | 〈Destiny〉                    | 김이나       | 김태성, 임광욱, 앤드류 최 | 임광욱, 김태성 | 3:51      |
| 4.           | 〈비누처럼 (Like a Soap)〉     | 켄지         | 켄지, 김정배              | 켄지           | 3:28      |
| 5.           | 〈I Don't Know (Korean ver.)〉 | 김부민       | Hitchhiker                | Hitchhiker     | 3:23      |
| 6.           | 〈꿈 (Dream)〉                 | 조광호       | 박정원                    | 황찬희, 양시온 | 3:53      |
| 7.           | 〈How Are You〉                | 황현         | 황현                      | 황현           | 4:02      |
| 8.           | 〈Getaway〉                    | 김부민       | Hitchhiker                | Hitchhiker     | 3:37      |
| 9.           | 〈I Swear〉                    | 최강창민     | Mazeland                  | 황현           | 3:44      |
| 10.          | 〈Gorgeous〉                   | 김정배       | 켄지, 앤드류 최           | 켄지           | 3:31      |
| 11.          | 〈Good Night〉                 | 유영진       | 유영진, 유한진            | 유한진         | 3:44      |
| 총 재생 시간 | 총 재생 시간                   | 총 재생 시간 | 총 재생 시간              | 총 재생 시간   | 41:06     |

### 리패키지
| #            | 제목                           | 작사                 | 작곡                                  | 편곡                                  | 재생 시간 |
| ------------ | ------------------------------ | -------------------- | ------------------------------------- | ------------------------------------- | --------- |
| 1.           | 〈Humanoids〉                  | 이경남, 이솔비, 켄지 | Thomas Troelsen, Donald “haZEL” Sales | Thomas Troelsen, Donald “haZEL” Sales | 3:29      |
| 2.           | 〈Catch Me〉                   | 유영진               | 유영진                                | 유영진                                | 4:38      |
| 3.           | 〈Here I Stand〉               | 김영후               | 김영후                                | 김영후                                | 4:09      |
| 4.           | 〈인생은 빛났다 (Viva)〉       | 켄지                 | The Underdogs                         | The Underdogs                         | 3:15      |
| 5.           | 〈Destiny〉                    | 김이나               | 김태성, 임광욱, 앤드류 최             | 임광욱, 김태성                        | 3:51      |
| 6.           | 〈비누처럼 (Like a Soap)〉     | 켄지                 | 켄지, 김정배                          | 켄지                                  | 3:28      |
| 7.           | 〈I Don't Know (Korean ver.)〉 | 김부민               | Hitchhiker                            | Hitchhiker                            | 3:23      |
| 8.           | 〈꿈 (Dream)〉                 | 조광호               | 박정원                                | 황찬희, 양시온                        | 3:53      |
| 9.           | 〈How Are You〉                | 황현                 | 황현                                  | 황현                                  | 4:02      |
| 10.          | 〈Getaway〉                    | 김부민               | Hitchhiker                            | Hitchhiker                            | 3:37      |
| 11.          | 〈I Swear〉                    | 최강창민             | Mazeland                              | 황현                                  | 3:44      |
| 12.          | 〈Gorgeous〉                   | 김정배               | 켄지, 앤드류 최                       | 켄지                                  | 3:31      |
| 13.          | 〈Good Night〉                 | 유영진               | 유영진, 유한진                        | 유한진                                | 3:44      |
| 총 재생 시간 | 총 재생 시간                   | 총 재생 시간         | 총 재생 시간                          | 총 재생 시간                          | 48:44     |

### 스페셜 에디션 수록 DVD 내용
1. Catch Me 뮤직비디오
2. Catch Me 뮤직비디오 (댄스 버전)
3. 동방신기 인터뷰
4. Jacket Making Clip
5. Music Video Making Clip

### 수록곡 (리패키지 기준)
- 6번 트랙의 《비누처럼 (Like a Soap)》에는 소녀시대의 유리의 나레이션이 삽입되어 있다.
- 7번 트랙의 《I Don't Know》는 국내 발매에 앞서 일본 싱글 《Superstar》에 수록된 바 있다.
- 8번 트랙의 《꿈 (Dream)》은 이 곡의 작곡가이기도 한 작곡가 황찬희가 몸담았던 차니미니의 《꿈》의 리메이크 곡이다.
- 11번 트랙의 《I Swear》는 최강창민이 작사를 맡은 팬송이다.

## 방송 출연 목록
| 방영 일자        | 프로그램                                            | 비고                                       |
| ---------------- | --------------------------------------------------- | ------------------------------------------ |
| 음악 프로그램    |                                                     |                                            |
| 2012년 10월 5일  | KBS 2TV 뮤직뱅크                                    | I Don't Know + Catch Me                    |
| 2012년 10월 6일  | MBC 쇼! 음악중심                                    | I Don't Know + Catch Me                    |
| 2012년 10월 7일  | SBS 인기가요                                        | 인터뷰 + I Don't Know + Catch Me           |
| 2012년 10월 10일 | KMTV 뮤직 트라이앵글                                | Catch Me                                   |
| 2012년 10월 12일 | KBS 2TV 뮤직뱅크                                    | Catch Me                                   |
| 2012년 10월 13일 | MBC 쇼! 음악중심                                    | Catch Me                                   |
| 2012년 10월 14일 | SBS 인기가요                                        | Catch Me                                   |
| 2012년 10월 19일 | KBS 2TV 뮤직뱅크                                    | Catch Me                                   |
| 2012년 10월 20일 | MBC 쇼! 음악중심                                    | Catch Me                                   |
| 2012년 10월 21일 | SBS 인기가요                                        | Catch Me                                   |
| 2012년 10월 26일 | KBS 2TV 뮤직뱅크                                    | Catch Me                                   |
| 2012년 10월 27일 | MBC 쇼! 음악중심                                    | Catch Me                                   |
| 2012년 10월 27일 | SBS MTV 더 쇼                                       | Catch Me                                   |
| 2012년 10월 30일 | KBS 2TV 2012 대종상 영화제                          | 축하 무대 - Catch Me                       |
| 2012년 11월 3일  | MBC 쇼! 음악중심                                    | Catch Me                                   |
| 2012년 11월 4일  | SBS 인기가요                                        | Catch Me                                   |
| 2012년 11월 4일  | 부산 MBC 특집 방송 - 부산세계불꽃축제 전야제 콘서트 | Catch Me + 토크 + 왜 (Keep Your Head Down) |
| 2012년 11월 11일 | SBS 농심 사랑 나눔 콘서트                           | Catch Me                                   |
| 2012년 11월 25일 | SBS 인기가요                                        | Humanoids (단독 콘서트 실황)               |
| 2012년 11월 30일 | KBS 2TV 뮤직뱅크                                    | Humanoids                                  |
| 2012년 12월 1일  | MBC 쇼! 음악중심                                    | Humanoids                                  |
| 2012년 12월 2일  | SBS 인기가요                                        | Humanoids                                  |
| 2012년 12월 7일  | KBS 2TV 뮤직뱅크                                    | Humanoids                                  |
| 2012년 12월 8일  | MBC 쇼! 음악중심                                    | Humanoids                                  |
| 2012년 12월 9일  | SBS 인기가요                                        | Humanoids                                  |
| 2012년 12월 15일 | MBC 쇼! 음악중심                                    | Humanoids                                  |
| 2012년 12월 16일 | SBS 인기가요                                        | Humanoids                                  |
| 2012년 12월 21일 | KBS 2TV 뮤직뱅크 연말결산                           | Humanoids                                  |
| 2012년 12월 22일 | MBC 쇼! 음악중심                                    | Humanoids                                  |
| 2012년 12월 23일 | SBS 인기가요                                        | Humanoids                                  |
| 2012년 12월 28일 | 2012 KBS 가요대축제                                 | Catch Me                                   |
| 2012년 12월 29일 | 2012 SBS 가요대전                                   | Catch Me                                   |
| 2013년 1월 1일   | 2012 MBC 가요대제전                                 | "O"-正.反.合. + Catch Me                   |
| 2013년 10월 28일 | SBS 한류 드림콘서트                                 | Catch Me                                   |
| 예능 프로그램    |                                                     |                                            |
| 2012년 6월 5일   | KBS 2TV 김승우의 승승장구 - 보아                    | 유노윤호 몰래 온 손님 출연                 |
| 2012년 10월 6일  | KBS 2TV 이야기쇼 두드림                             |                                            |
| 2012년 10월 14일 | MBC 일밤 - 승부의 신                                |                                            |
| 2012년 10월 14일 | SBS 일요일이 좋다 - 런닝맨                          |                                            |
| 2012년 10월 14일 | KBS 2TV 개그콘서트 - 생활의 발견                    |                                            |
| 2012년 10월 20일 | KBS 2TV 연예가중계                                  | 게릴라 데이트                              |
| 2012년 10월 21일 | MBC 일밤 - 승부의 신                                |                                            |
| 2012년 10월 22일 | KBS 2TV 대국민 토크쇼 안녕하세요                    |                                            |
| 2012년 10월 27일 | KBS 1TV 사랑의 리퀘스트                             | 신청자 방문 + 인터뷰 + Catch Me            |
| 2012년 11월 6일  | SBS 강심장                                          |                                            |
| 2012년 11월 13일 | SBS 강심장                                          |                                            |
| 2012년 12월 17일 | M.net 비틀즈코드 시즌 2                             |                                            |
| 라디오 출연      |                                                     |                                            |
| 2012년 10월 23일 | KBS Cool FM 슈퍼주니어의 키스 더 라디오             |                                            |
| 2012년 10월 24일 | MBC 표준FM 신동의 심심타파                          |                                            |

## 에피소드
- 타이틀곡인 《Catch Me》가 미국 방송 ABC의 인기 토크쇼인 "라이브! 위드 켈리 & 마이클(Live! with Kelly & Michael)"의 오프닝 곡으로 삽입되어 화제가 되었다.[2]
- 동방신기가 KBS "개그콘서트"의 "생활의 발견" 코너의 게스트로 출연하였는 데 6집 (일반판) 자켓사진에도 등장하는 강아지와 닮은 인형이 출연하여 화제가 되었으며 강아지 인형의 이름을 캐치미라고 지어 폭소케했다.[3]
- 활동 막바지에 접어들 무렵 탈퇴 멤버 3인과 SM 엔터테인먼트와의 분쟁이 마무리되었으며 이에 따라 각종 포털사이트의 프로필에도 탈퇴 멤버 3인의 이름이 삭제되었고 동방신기를 2인조 그룹으로 확정짓게 된다.[4]